# Илој Гутијерез Менојо
Илој Гутијерез Менојо (шп. Eloy Gutiérrez Menoyo; Мадрид, 8. децембар 1934 — Хавана, 26. октобар 2012) био је кубанско-шпански револуционар и вођа Другог националног ескамбрајског фронта, герилске оружане формације која је учествовала у Кубанској револуцији и борби против режима Фулгенсиа Батисте.
Након победе револуционара, противио се режиму Фидела Кастра због његових про-совјетских ставова и постао је дисидент, радио за ЦИУ, а чак је и формирао анти-Кастро герилску групу, због чега је ухапшен и провео 22 године у затвору.